# 1882 w literaturze
Wydarzenia literackie w 1882 roku.

## Wydarzenia
- 11 listopada - w Krakowie odbyła się premiera sztuki Gęsi i gąski Michała Bałuckiego

## Nowe książki
- polskie
  - Semko – Józef Ignacy Kraszewski
- zagraniczne
  - Książę i żebrak (The Prince and the Pauper) – Mark Twain
  - Zielony promień (Le Rayon vert) – Juliusz Verne
  - Songs of a Semite: The Dance to Death and Other Poems – Emma Lazarus

## Urodzili się
- 6 stycznia
  - Fan Noli, albański polityk, poeta i tłumacz (zm. 1965)
  - Ivan Olbracht, czeski pisarz, publicysta, dziennikarz i tłumacz prozy niemieckiej (zm. 1952)
- 14 stycznia – Hendrik Willem van Loon, holendersko-amerykański dziennikarz, ilustrator i autor książek dla dzieci (zm. 1944)
- 18 stycznia – A.A. Milne, brytyjski pisarz (zm. 1956)
- 25 stycznia – Virginia Woolf, angielska pisarka (zm. 1941)
- 2 lutego – James Joyce, irlandzki pisarz (zm. 1941)
- 4 lutego – Edwin John Pratt, kanadyjski poeta (zm. 1964)
- 16 marca – Jan Antoni Grabowski, polski pedagog, pisarz, twórca wielu książek dla dzieci i młodzieży (zm. 1950)
- 27 marca – Zygmunt Kisielewski, polski pisarz (zm. 1942)
- 31 marca – Jozef Branecký, słowacki powieściopisarz, dramaturg i teolog (zm. 1962)
- 18 kwietnia – José Bento Renato Monteiro Lobato, brazylijski pisarz (zm. 1948)
- 27 kwietnia – Jessie Redmon Fauset, afroamerykańska powieściopisarka, poetka i redaktorka (zm. 1961)
- 7 maja – Willem Elsschot, flamandzki pisarz i poeta (zm. 1960)
- 14 maja – Mokichi Saitō, japoński poeta (zm. 1953)
- 20 maja – Sigrid Undset, norweska powieściopisarka, noblistka (zm. 1949)
- 1 czerwca – John Drinkwater, angielski pisarz i poeta (zm. 1937)
- 12 września – Ion Agârbiceanu, rumuński pisarz i dziennikarz (zm. 1963)
- 3 października – Karol Szymanowski, polski pisarz i kompozytor (zm. 1937)
- 11 października – Manfred Kridl, polski historyk literatury (zm. 1957)
- 27 października – Charles Du Bos, francuski krytyk literacki (zm. 1939)
- 29 października – Jean Giraudoux, francuski powieściopisarz i dramaturg (zm. 1944)
- 3 listopada – Jakub Kołas, białoruski poeta i pisarz (zm. 1956)
- 12 listopada – Giuseppe Antonio Borgese, włoski pisarz, krytyk, publicysta (zm. 1952)
- 18 listopada – Percy Wyndham Lewis, angielski pisarz, krytyk literacki i malarz (zm. 1957)
- 28 listopada – Ali Asllani, albański poeta i dyplomata (zm. 1966)
- 11 grudnia – Subramania Bharati, indyjski poeta tamilski (zm. 1921)
- 12 grudnia – Jiří Mahen, czeski poeta, prozaik, dramaturg i publicysta (zm. 1939)
- 27 grudnia – Mina Loy, brytyjska poetka modernistyczna (zm. 1966)

## Zmarli
- 30 marca – John Turvill Adams, amerykański prozaik i poeta (ur. 1805)
- 15 sierpnia – Karol Miarka, polski pisarz, działacz narodowy na Górnym Śląsku (ur. 1825)